# The Marge-ian Chronicles
«The Marge-ian Chronicles» (с англ. — «Хроники Мардж») — шестнадцатый эпизод двадцать седьмого сезона американского мультсериала «Симпсоны» и 590-й эпизод сериала в целом. Режиссёром эпизода стал Крис Клементс, сценарий написал Брайан Келли. Премьера состоялась 13 марта 2016 года на телеканале Fox.

## Сюжет
Когда Гомер узнаёт, что Нед Фландерс выращивает кур, он и Барт начинают воровать яйца, которые они откладывают. Хотя он покупает собственных кур, чтобы иметь готовый запас яиц, он и Барт понимают, что они ворованные яйца лучше. Семья находит компанию под названием Exploration Incorporated, которая берёт кур в рамках спонсируемого корпорацией исследовательского проекта по созданию космического полёта на Марс. Узнав, что компания хочет начать колонизацию планеты в течение 10 лет, Лиза хочет стать членом проекта. Остальная часть семьи не согласна с её выбором, но Гомер убеждает Мардж позволить Лизе вступить в надежде, что Лиза потеряет интерес. Когда эта стратегия проваливается, в проект вступает вся семья.
Симпсонов и нескольких других кандидатов берут на неделю, чтобы оценить их реакцию на условия, с которыми они могут столкнуться на Марсе. Все мужчины уволены за их неряшливость и глупость; Мардж оказывается высококвалифицированной в выполнении необходимых задач из-за своего опыта домохозяйки и матери. Она и Лиза выбраны финалистами, что приводит к их противостоянии, а Гомер и Барт предлагают расплывчатую поддержку и размышляют о своей дисфункциональности.
Пол и Барри, руководители проекта, объявляют, что конкурирующая компания близка к завершению подготовки к полёту на Марс, и о переносе первоначального запуска на четверг. Все финалисты, кроме Мардж и Лизы, выпадают, но эти две упорно остаются в программе, к ужасу Барта и Гомера. Во время окончательного запуска они мирятся и решают, что больше не хотят лететь на Марс, но отменить запуск было уже слишком поздно. Когда обратный отсчёт достигает нуля, двигатели не зажигаются, и ракета не взлетает. Пол и Барри признают, что запуск был подделкой, предназначенной для того, чтобы вдохновить новое поколение, и для того, чтобы отвлечься, чтобы они могли отказаться от проекта и уехать; однако их машина не завелась.
Дома Лиза говорит Мардж, что они чуть не отправились на Марс из-за их взаимного упрямства, но Мардж объясняет, что это простые отношения между матерью и дочерью. Эпизод заканчивается переносом на 2051 год, когда Мардж и Лиза, живущие на Марсе, спорят о желании Лизы переехать на Венеру. Во время титров Пол и Барри уезжают со стартовой площадки и начинают планировать новое бизнес-предприятие.

## Производство
Комик Том Шарплинг из «The Best Show with Tom Scharpling» и его партнёр Джон Вурстер были выбраны на роль учёных, ответственных за экспедицию на Марс. В прошлом году Шарплинг сделал предложение занять место Гарри Ширера, когда сообщалось, что тот не вернётся в этом сезоне. Но он вернулся после подписания нового контракта.

## Культурные отсылки
Компания Exploration Inc. является пародией на организацию Mars One, которая пыталась совершить миссию на Марс, оплаченную спонсорами. Гомер упоминает время, когда он отправился в космос, как показано в эпизоде пятого сезона «Deep Space Homer».

## Реакция
Серия получила рейтинг 1,3 и посмотрели 3,07 миллиона зрителей, что делает его самым рейтинговым шоу Fox в ту ночь.
Деннис Перкинс из The A.V. Club дал эпизоду оценку B−, заявив: «“Хроники Мардж” ссылаются на одну из самых безумных, в то же время, кажущихся готовыми пойти на это. Как оказалось, обещание эпизода о том, что Мардж и Лиза полетят в космос (Марс, как это происходит) — это что-то вроде приманки, что оставляет его в мягкой середине. Недостаточно смелый, чтобы разориться (и недостаточно весёлый, чтобы сделать это), вместо этого он соглашается на человеческую историю с парой паршивых уроков… “Хроники Мардж” танцуют вокруг возможности отправить Мардж и Лизу в космос, затем отступают, а затем, кажется, готовы пойти на это, прежде чем проект, который финансируется корпорацией, занимающейся частным исследованием космоса Exploration Incorporated, никогда не хотел отправить людей на Марс».
Тони Сокол из Den of Geek дал эпизоду 4 звезды из 5. Он заявил, что эпизод был забавным, и выделил ученых Exploration Inc.